# Ruși, Suceava
Ruși este un sat în comuna Forăști din județul Suceava, Moldova, România.

 Acest articol despre o localitate din județul Suceava este deocamdată un ciot. Puteți ajuta Wikipedia prin completarea lui.